# 目押し
目押し（めおし）とは、パチスロ用語で、回転するリールの特定の絵柄を有効ラインに狙い撃ちすること。特定箇所に狙うことをビタ押しともいう。

## 概要
パチスロ機は内部のコンピュータによる抽選（擬似乱数）とリール制御により、揃う役がレバーを叩いた段階ですでに決定している（何も揃わない場合もある）が、役によっては内部で決定していても闇雲に押すだけでは取りこぼしてしまう。それを防ぐために、目押しが重要となってくる。
一般的に目押しが必要な役としては「ボーナス絵柄」の他に「チェリー」「スイカ」であることが多く、多くのメーカーではこれらにオート制御をかけておらず、成立時は目押しで揃える必要がある。なお5号機以降のパチスロ機では、通常ゲーム中は最大4コマまでのスベリが許容されている（内部成立した役の絵柄が4コマ以内にある場合は、それを必ず引き込むこととされている）ため、役を取りこぼさないという点だけであれば必ずしもビタ押しは必要ないが、ビタ押しの成功によって特別な演出が発生したり、設定判別の重要な情報が提供される機種があるため、ビタ押しは依然重要な技術である。
目押しを手助けするために、リール回転時にボーナス絵柄箇所を点灯させる等を行っている機種も存在するが、直接に機体が目押しを手助けすることは禁じられている。過去に「ウインクル」など3機種に目押しインジケーター（目盛りによって目押しを直接手助けする機能）が搭載されたが、即座に禁止された。また、目押しが不要という機種も存在する。
4号機時代には、ビッグボーナス中にボーナスゲームを引き伸ばしコインの獲得枚数を増やす目的でリプレイはずしが一般的に行われていたほか、5号機の登場初期には、逆に内部成立した役をわざと取りこぼすことで最終的な出玉率を上昇させるリプパンはずしという手法も存在し、これらも多くの場合逆の目的（絵柄を揃えない）で目押しが必要となった。ただ、いずれも規定や審査方法の変更により、2022年現在では事実上無意味なものとなっている。

## 使用法
- 目押しのコツ
  - 絵柄配列を覚えておいて、リールのつなぎ目を基準にタイミングを計ってストップボタンを押す方法。
  - 上記の方法で慣れれば、特定の絵柄が見えるのでその絵柄を基準にする方法（ボーナス絵柄などは小役に比べて大きく、回転中でも判別し易い。その前後付近に位置する役を狙う場合は、ボーナス絵柄を狙うことで停止させることが出来る）。
  - さらに慣れれば、すべての絵柄が見えるので直接狙う。(ボーナスを狙うのであれば十分)

※0.7秒で一周するリールのタイミングに合わせ、目線を上から下に落とす練習をすると絵柄がハッキリ見える。尚、リールにスベリ（最大4コマ）があるので、ボーナス絵柄やリプレイ外しの基準絵柄は、アバウトなタイミングでよい。（一コマ目押しを要求される攻略法は別。）
- - 上記とは別に、流れる絵柄を凝視して目標の絵柄を直接狙う。

尚、意味は違うがリーチ目が存在した過去のデジパチで、大当たり出目をストップボタンで狙うことも目押しと言った。

## 派生
この言葉から派生し、各種コンピューターゲームなどで規則性があるルーレット等の目を選んで押す行為を目押しと称するようになった。
さらに広義では、遅すぎても速すぎてもダメな特定のタイミングでボタンを押す事が求められる操作全般を目押しと称する。